# Phoenicladocera sogai
Phoenicladocera sogai is een vlinder uit de familie van de spinners (Lasiocampidae). De wetenschappelijke naam van de soort is voor het eerst geldig gepubliceerd in 1970 door De Lajonquière.